# Бєлоусов Валерій Костянтинович
Вале́рій Костянти́нович Бєлоу́сов (рос. Валерий Константинович Белоусов; 17 грудня 1948, Новоуральськ, РРФСР, СРСР — 16 квітня 2015, Челябінськ, Росія) — радянський хокеїст, нападник та російський тренер. Був головним тренером хокейної команди «Трактор» (Челябінськ), яка виступає в Континентальній хокейній лізі. Майстер спорту міжнародного класу з хокею (1976), Заслужений тренер Росії (1992). Почесний громадянин Челябінська (2012). Закінчив Інститут Фізичної Культури, Вищу Школу Тренерів.

## Кар'єра гравця
Виступав за команди «Кедр» (Новоуральськ, Свердловська область) 1964 — 1967 роки, «Супутник» (Нижній Тагіл) 1967 — 1971 роки (130 матчів, 42 шайби), «Трактор» (Челябінськ) 1971 — 1982 роки, у 1982 — 1984 роках працював у Японії, триразовий чемпіон Японії, «Металург» (Челябінськ) 1984 — 1985 (48 ігор, 33 голи), 1985 — 1987 граючий тренер команди «Металург» (Магнітогорськ). У складі «Трактора» провів 418 ігор, закинувши 221 шайбу. Найкращий снайпер в історії челябінського хокею.
За збірну СРСР провів 8 ігор, закинув 1 шайбу. Учасник розіграшу Кубка Канади 1976 року. Входить в клуб хокейних бомбардирів Всеволода Боброва.

## Кар'єра тренера
У Магнітогорську Валерій Бєлоусов з'явився в 1985 році. Місцевий «Металург» до того часу три роки поспіль знаходився на «підступах» до лідерів зонального турніру другої ліги. Перший раунд зонального турніру «Металург» виграв, на початку другого — зміцнив перевагу, в трьох поєдинках у Свердловську зі СКА здобувши одну перемогу і два матчі звів внічию.
Через кілька років, що вмістили для Бєлоусова навчання у Вищій школі тренерів та повернення — вже як наставника — до рідного челябінського «Трактора». «Трактор», під керівництвом Білоусова двічі завойовує «бронзу» національного чемпіонату. У 1995 році Бєлоусов повернувся в «Металург» (Магнітогорськ) на посаду помічника Валерія Постнікова. 26 жовтня 1996 Валерій Бєлоусов змінив Валерія Постнікова на посаді головного тренера. За шість з половиною сезонів Валерій Бєлоусов з «Металургом» два рази завойовував «золото» Євроліги і чемпіонату Росії, один раз — Суперкубок Європи і Кубок країни.
Після магнітогорського «Металурга» Валерій Костянтинович працює тренером-консультантом в челябінському «Тракторі». У жовтні 2003 року йому надходить пропозиція від «Авангарду».
«Авангард» у першому раунді плей-оф переграв московське «Динамо» 3:0 (1:0, 1:0 ОТ, 2:1), потім «всуху» обіграли тольяттинську «Ладу» 3:0 (3:1, 6:0, 1:0), а у фіналі зустрілися з магнітогорським «Металургом». Поступаючись у серії 0:2 після магнітогорських матчів, «Авангарду» під керівництвом Бєлоусова вдалося зрівняти рахунок і в Магнітогорську по буллітам обіграти «Металург», підсумок серії — 3:2 (1:4, 1:2 бул., 2:1 бул., 3:2, 2:1 бул.).
Потім була перемога в Кубку європейських чемпіонів 2005 року, черговий «трилер» Магнітогорськ—Омськ (другий рік поспіль, поступаючись у серії 0:2 «Авангард» обігрує на чужому льоду «Металург»). У сезоні-2006 «Авангард» граючи в регулярному сезоні блякло в плей-оф трощить магнітогорський «Металург» який очолює Дейв Кінг, але у фіналі поступились «Ак Барсу» з рахунком 0:3 (1:6, 0:2, 1:3). У наступному сезоні «Авангард» в регулярному сезоні фінішує на 2 місці, і всі передчували фінал «Ак Барс» — «Авангард», але черговий раунд «трилера» Омськ-Магнітогорськ у півфіналі закінчується не на користь Бєлоусова 1:3.
Сезон-2007 — не найвдаліший у кар'єрі Бєлоусова. «Авангард» лихоманить, перемоги чергуються з поразками, керівництво клубу дає Бєлоусову час, але ситуація не змінюється, і 29 грудня 2007 року, генеральний менеджер Анатолій Бардін звільняє Бєлоусова та весь тренерський штаб омського «Авангарду».
Влітку 2008 року Бєлоусов повертається на посаду головного тренера магнітогорського «Металурга». У сезоні 2008/2009 «Металург» бере участь у першому чемпіонаті Континентальної хокейної ліги, Ліги Чемпіонів і грає за Кубка Вікторії з «Нью-Йорк Рейнджерс». Бєлоусов поступається в матчі за Кубок Вікторії «Нью-Йорк Рейнджерс» 3:4, програє у фіналі Ліги Чемпіонів швейцарському «ЦСК Лайонс» із загальним рахунком 2:7, у регулярному сезоні КХЛ займає 6 місце, у плей-оф поступається «Локомотиву» в серії 1:4 і завойовує бронзові медалі чемпіонату.
У березні 2013 року Валерій Бєлоусов здобув соту перемогу в плей-оф чемпіонату Росії як тренер.
У квітні 2013 привів ХК «Трактор» вперше за 66-річну історію клубу до срібних медалей чемпіонату.
Помер 16 квітня 2015 року.